# Plymouth (New Hampshire)
Pour les articles homonymes, voir Plymouth.
Plymouth est une ville des États-Unis, située dans le New Hampshire, comté de Grafton, comptant 5 892 habitants au recensement de 2000. À Plymouth, il y a le Plymouth State University, l'hôpital commémoratif de Speare, l'école université-préparatoire de Holderness, et le Plymouth Regional High School (une école secondaire). Les cavernes polaires à Rumney sont une attraction.

## Histoire
Plymouth était à l'origine l'emplacement d'un village Abénaquis qui a été détruit par le capitaine Thomas Baker en 1712. C'était l'un des nombreux campagnes militaires des Britanniques pendant La Guerre de Reine Anne. La ville a été d'abord nommée New Plymouth, après la première colonie de Plymouth dans le Massachusetts. La ville a été incorporée en 1763. Pièces des villes d'Hébron et de Campton ont été annexées en 1845 et 1860.
En 1806, l'avocat Daniel Webster a perdu sa première affaire criminelle au palais de justice de Plymouth, qui abrite maintenant la Société historique. L'auteur Nathaniel Hawthorne, tout en vacances en 1864 avec l'ancien président américain Franklin Pierce, est mort à Plymouth. Le Plymouth Normal School a été fondée en 1871. Il allait plus tard devenir Plymouth Teachers College en 1939, Plymouth State College en 1963 et, enfin, l'Université d'État de Plymouth en 2003.

## Géographie
La ville s'étend sur 74,4 km2, dont 0,9 km2 d'eau.

## Démographie
Au jour du dernier recensement de 2000, la ville comptait 5 892 personnes, 1 678 foyers et 941 familles. La densité de population s'élevait à 80,1 /km2.

## Personnalités liées à la ville
- Eliza Coupe (1981), actrice, est née à Plymouth